# Keysville (Géorgie)
Pour les articles homonymes, voir Keysville.
Keysville est une municipalité américaine située dans le comté de Burke en Géorgie.
La localité est fondée au XVIIIe siècle. Elle devient une municipalité le 1er janvier 1970.

## Démographie
| 1990 | 2000 | 2010 | - | - | - |
| ---- | ---- | ---- | - | - | - |
| 284  | 180  | 332  | - | - | - |

Selon le recensement de 2010, Keysville compte 332 habitants dont 57 % d'Afro-Américains et 38 % de Blancs. Arrosée par la Brier Creek, la municipalité s'étend sur 1,08 mille carré (2,8 km2) dont 0,02 mille carré (0,05 km2) d'étendues d'eau.